# IFK Ystad FK
IFK Ystad FK är fotbollsföreningen inom alliansföreningen IFK Ystad från Ystad i Skåne län, bildad 1927. Sedan starten av föreningen har man deltagit i seriespel för herrar. Inom staden finns en stor rivalitet mellan IFK och Ystads IF inom såväl fotboll som handboll. I fotboll är IFK tveklöst stadens historiskt främsta förening med inte mindre än sex säsonger i gamla division II, d.v.s. motsvarigheten till nuvarande Superettan. Även Ystads IF spelade förvisso i division II 1998-2003 men då var division II blott landets tredje högsta serienivå.
IFK debuterade i division II med en femteplats 1964 (Ö:a Götaland), vilket följdes av en sjundeplats 1965 (V:a Götaland), niondeplats 1966 (S:a Götaland) och jumboplats med degradering som följd 1967 (S:a Götaland). Laget gjorde sedan två gästspel 1970 och 1972. Klubben har sedan dess inte lyckats ta sig tillbaka, även om det var ytterst nära 1976 när man vann Div. III Skåne men sedan misslyckades i kvalspelet efter oavgjort mot V. Frölunda och förluster mot Mjällby och IFK Ulricehamn.
Efter att ha åkt ur gamla division III 1981 har laget huserat i lägre divisioner. Säsongen 1983 missade man förvisso uppflyttning med endast en poäng, annars har klubben inte varit nära en återkomst. Föreningen spelar sedan 2015 i division V, 2022 förlorade IFK kvalet till division IV mot Höörs IS.
Säsongen 2022 driver IFK, utöver seniorlaget, åtta pojklag, ett flicklag och ett blandat lag i den lägsta årskullen.